# Marinière

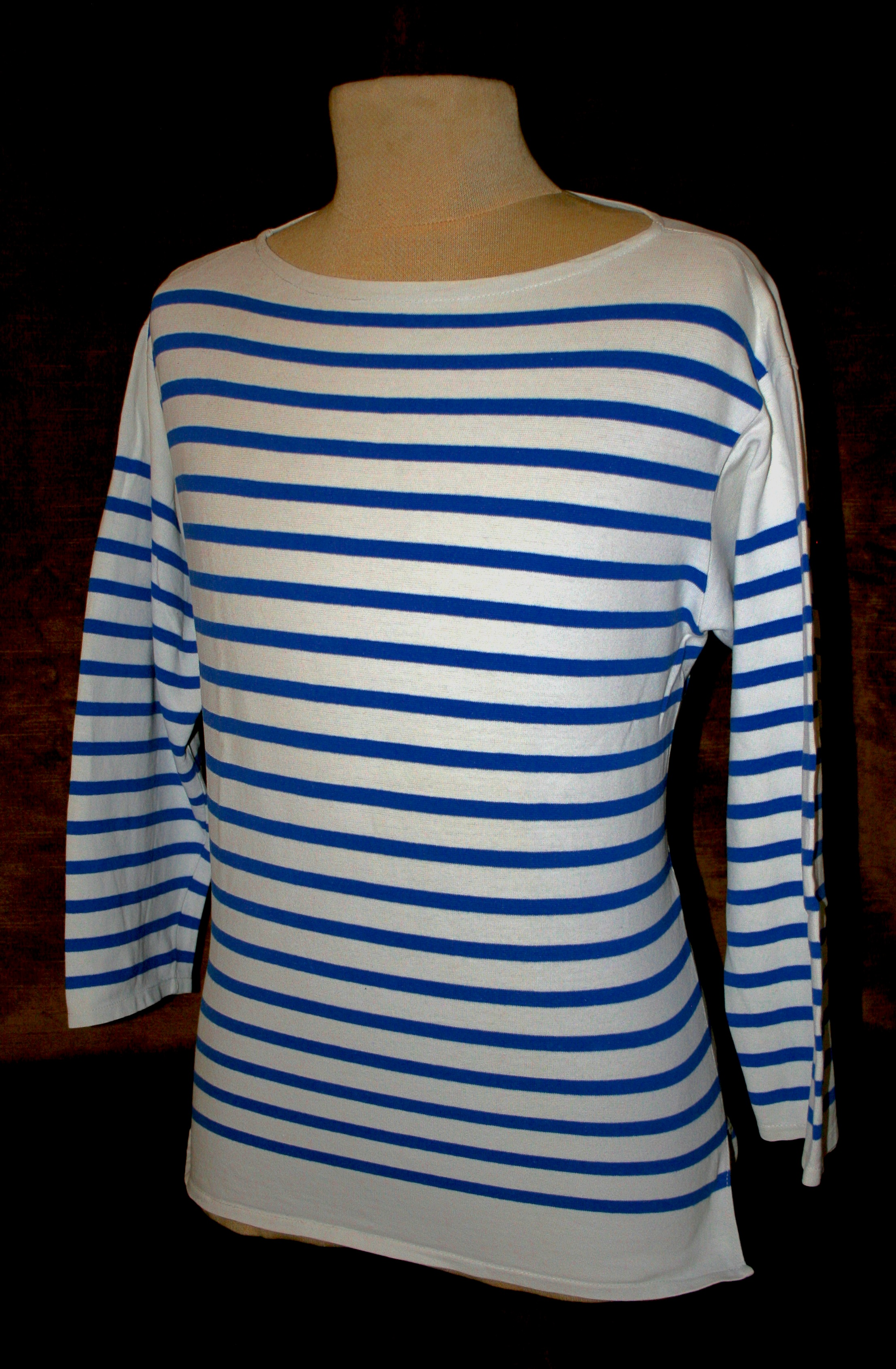
Marinière della Marine nationale.

La marinière ([ma.ʁi.njɛʁ], [maʀinjεːʀ]), chiamata anche tricot a righe, è una maglietta a maniche lunghe in jersey di cotone a righe orizzontali strette bicolori blu e bianche, caratteristica della tenuta dei quartiermastri e marinai della Marine nationale francese.
È diventata un punto fisso della moda francese e, specie al di fuori della Francia, fa spesso parte dell'immagine stereotipata di una persona francese. È altresì nota come "breton", dal momento che molti marinai della Marine nationale provenivano dalla Bretagna.

## Storia
La marinière designava all'origine delle chausses (una specie di calzamaglia) in tricot, poi la vareuse (un camice corto) e infine il maillot de corps (biancheria intima) a righe dei marinai (le righe che appaiono nell'iconografia nel XVII secolo servivano secondo la tradizione a meglio trovare gli uomini caduti in mare); i vestiti a righe erano le caratteristiche dei marginali (nomadi, prostitute, marinai). La marinière designa ugualmente un vestito femminile che copre il busto, plissettato, che si amplia verso la vita (marinière semplice) o verso il basso (marinière lunga) e che compriva il ventre delle donne incinte.
Un decreto ufficiale del 27 marzo 1858 introduce nella lista ufficiale delle tenute da marinaio della Marine nationale il tricot rayé bleu indigo et blanc (la marinière) descrivendo quindi le sue caratteristiche tecniche: «Il corpo della camicia dovrà contare 21 righe bianche, ognuna due volte più larghe delle 20 o 21 righe blu indaco» (Le corps de la chemise devra compter 21 rayures blanches, chacune deux fois plus large que les 20 à 21 rayures bleu indigo).
Un'autentica marinière comporta quindi: sul torso e sulla schiena 20 righe blu indaco larghe 10 millimetri, distanziate di 20 millimetri, e sulle maniche 14 righe blu indaco larghe 10 millimetri, distanziate di 20 millimetri.
Le sue maniche lunghe di tre quarti non devono oltrepassare la vareuse e il suo collo svasato monta alla base del collo.
Il «Tricot bleu de service courant Marine nationale» fa parte delle tenute di servizio corrente nº 22 bis e nº 23 degli equipaggi del personale della Marine nationale
In passato fabbricata in diversi ateliers, poi negli ateliers propri della Marine nationale (quando l'Armée française diventa professionale con la sospensione della coscrizione), la marinière è ancora largamente prodotta in Francia, dalle aziende: Saint James, Armor-Lux, la storica Orcival o ancora Le Minor, che le produceva fino al 2010 per la Marine nationale, quando quest'ultima ha cominciato a rifornirsi in Romania.

## Moda

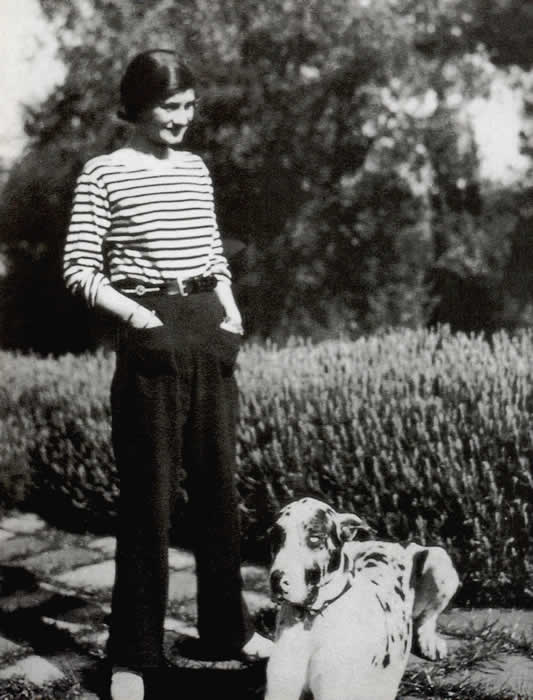
Coco Chanel in marinière nel 1928

Sebbene abbia avuto origine nella marina, la marinière è diventata presto un importante oggetto di moda. Durante la Prima guerra mondiale, Coco Chanel faceva regolarmente villeggiatura al mare, ed era ispirata dalle uniformi dei marinai locali. Nel suo secondo negozio a Deauville lanciò lo "stile Navy", cioè "marinaresco", con una marinière corta. Facendo ciò perseguiva l'emancipazione dei corpi delle donne e il lato "pratico" delle sue creazioni, usando un semplice tessuto jersey in periodi di stenti. Le sue marinières diventarono un diffuso oggetto di lusso. Anni dopo, Karl Lagerfield omaggiò la Maison Chanel ricreando regolarmente il capo per le sue mostre di moda, specialmente nella sua collezione estiva prêt-à-porter Croisière.

Negli anni '40 la marinière fu indossata da John Wayne, e in seguito da altre celebrità quali Jean Cocteau, Pablo Picasso, Brigitte Bardot e Marcel Marceau. Molto dopo Sting ha modellato indossandone una.

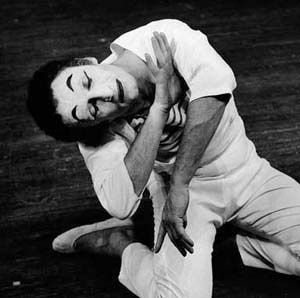
Il mimo Marcel Marceau in marinière nel 1963

Negli anni '60, dopo l'apparizione in marinière di Jean Seberg nel film Fino all'ultimo respiro, Yves Saint Laurent la introdusse nelle sue principali collezioni, causando una rivoluzione nell'haute couture.